# Half Nelson (Willie Nelson)
Half Nelson is een muziekalbum van Willie Nelson waarop hij duetten zingt met andere bekende artiesten. Een bijzonder duet is I told a lie to my heart samen met Hank Williams sr. die al in 1953 overleed. Dit is dan ook een studiomix waarin de stemmen van Williams en Nelson met elkaar op een plaat werden gezet.
Het album behaalde platina in de VS en bereikte nummer 10 van de Billboard Country Albums.

## Nummers
| Nr. | duet                              | lied                               | duur |
| --- | --------------------------------- | ---------------------------------- | ---- |
| A1  | Willie Nelson & Merle Haggard     | Pancho and lefty                   | 4:45 |
| A2  | Willie Nelson & Lacy J. Dalton    | Slow movin' outlaw                 | 3:35 |
| A3  | Willie Nelson & Neil Young        | Are there any more real cowboys?   | 3:02 |
| A4  | Willie Nelson & Hank Williams sr. | I told a lie to my heart           | 2:52 |
| A5  | Willie Nelson & Mel Tillis        | Texas on a saturday night          | 2:41 |
| B1  | Willie Nelson & Ray Charles       | Seven Spanish angels               | 3:50 |
| B2  | Willie Nelson & Carlos Santana    | To all the girls I've loved before | 3:30 |
| B3  | Willie Nelson & Carlos Santana    | They all went to Mexico            | 4:45 |
| B4  | Willie Nelson & Leon Russell      | Honky tonk women                   | 3:30 |
| B5  | Willie Nelson & George Jones      | Half a man                         | 3:02 |